# Nicolau de Flüe
Nikolaus von Flüe o sant Nicolau de Flue, conegut com a Germà Niklaus (Flüeli-Ranft, Sachseln, Obwalden, Suïssa, 1417 - Sachseln, 21 de març de 1487) va ser un laic suís, eremita que va tenir un paper fonamental en la pacificació del seu país i en la consolidació de la Confederació Helvètica com a estat independent. Venerat com a sant per l'Església catòlica, va ser canonitzat el 1947 i proclamat sant patró de Suïssa.

## Orígens

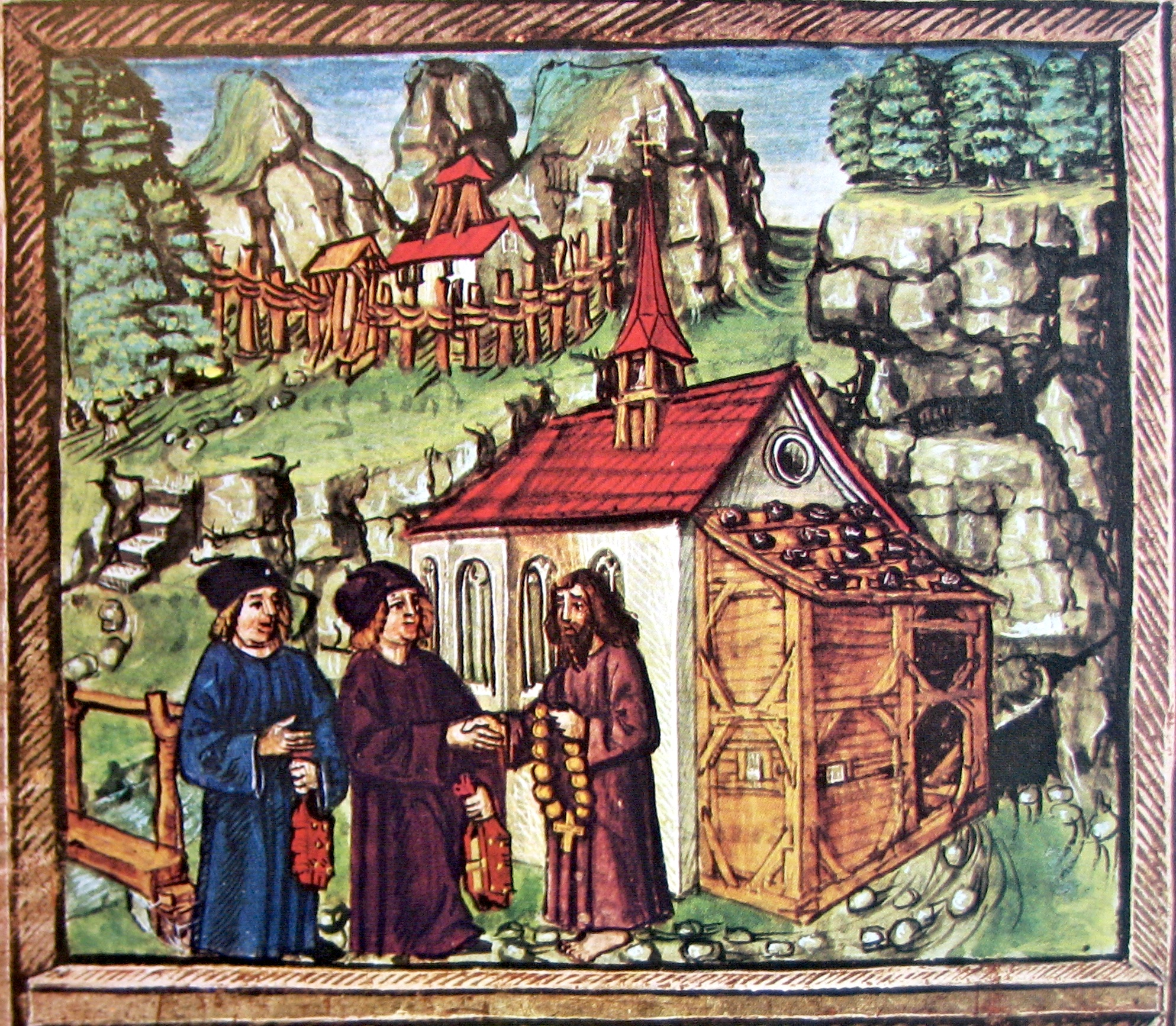
Gravat d'una crònica de 1481, amb els diputats dels cantons visitant l'eremita

Va néixer l'any 1417, fill de pagesos rics. Ja de petit cercava la soledat i l'oració en tornar del treball del camp, i s'imposava dejunis i penitències quatre dies la setmana. Es va distingir com a soldat en les guerres contra el cantó de Zúric, rebel·lat contra la confederació, i de Turgòvia contra el duc del Tirol Segimon. Es va casar cap als trenta anys amb una jove de setze, Dorothea Wiss, filla de granger, amb qui va tenir deu fills. Visqueren al municipi de Flüeli, vora Sachseln, a la riba del llac Sarnen. Fins als 37 anys, va continuar la seva carrera militar, assolint el rang de capità; es va fer conegut per lluitar amb una espasa en una mà i un rosari en l'altra. Va ésser elegit jutge i conseller del seu cantó, entre 1459 i 1467, i diputat en la Dieta Federal de 1462; va rebutjar el càrrec de landamman (governador) del cantó.

## Retir
Als cinquanta anys, va tenir una visió mística: un cavall es menjava un lliri blanc, que va interpretar com que la vida i els assumptes materials quotidians (el cavall) acabaven amb la seva vida espiritual (el lliri). En 1467, amb el consentiment de la seva dona i dels seus fills, es va retirar a fer vida eremítica i es va establir en la gorja de Ranft, on es va lliurar a la meditació i la penitència. Des d'aquell moment només veia la seva família quan aquesta anava a la capella de Ranft o quan ell passava per davant de casa seva per anar a l'església de Sachseln els diumenges i dies de precepte. Va construir una ermita on va allotjar, a costa seva, un prevere perquè hi digués missa diàriament. La seva cel·la tenia dues finestres petites: una donava a l'interior de la capella i així podia veure oficiar el prevere; l'altra s'obria a la natura, al país d'Unterwalden, i així podia adorar Déu en les seves obres. La llegenda deia que durant vint anys l'únic aliment de l'eremita va ésser l'Eucaristia.
La capella va esdevenir el centre espiritual de Suïssa, i personatges de tota classe hi anaven a demanar consell a l'eremita, que va assolir fama de saviesa, tot i ésser gairebé analfabet, i santedat. En 1470, el papa Pau II va atorgar la primera indulgència al santuari de Ranft, que esdevingué lloc de pelegrinatge; la seva situació al Jakobsweg (Camí de Sant Jaume al seu pas per terres germàniques) va fer que molts pelegrins hi fessin estada.
De fet, la retirada del món de Nicolau va significar l'inici del seu important paper en la política del moment. La seva influència en assumptes federals va ser ja evident en el tractat de pau perpètua amb Àustria l'any 1473, però la seva obra pacificadora important va començar a partir de 1478. El seu consell a la Dieta de Stans de 1481 va evitar una guerra civil entre els cantons urbans i els cantons rurals i va aconseguir la reconciliació dels partits enfrontats. Així va fer néixer de nou la unitat de Suïssa, fet que li va valer el títol de Pare de la pàtria i de re-fundador de la Confederació Helvètica.
Malgrat la intensa vida pública, afirmava obertament la primacia de la vida interior i que l'home havia de deixar-se posseir gradualment pels valors eterns. Al llarg de la seva vida va tenir episodis místics de visions divines, documentats i descrits. Va morir el 21 de març de 1487, envoltat per la seva família.

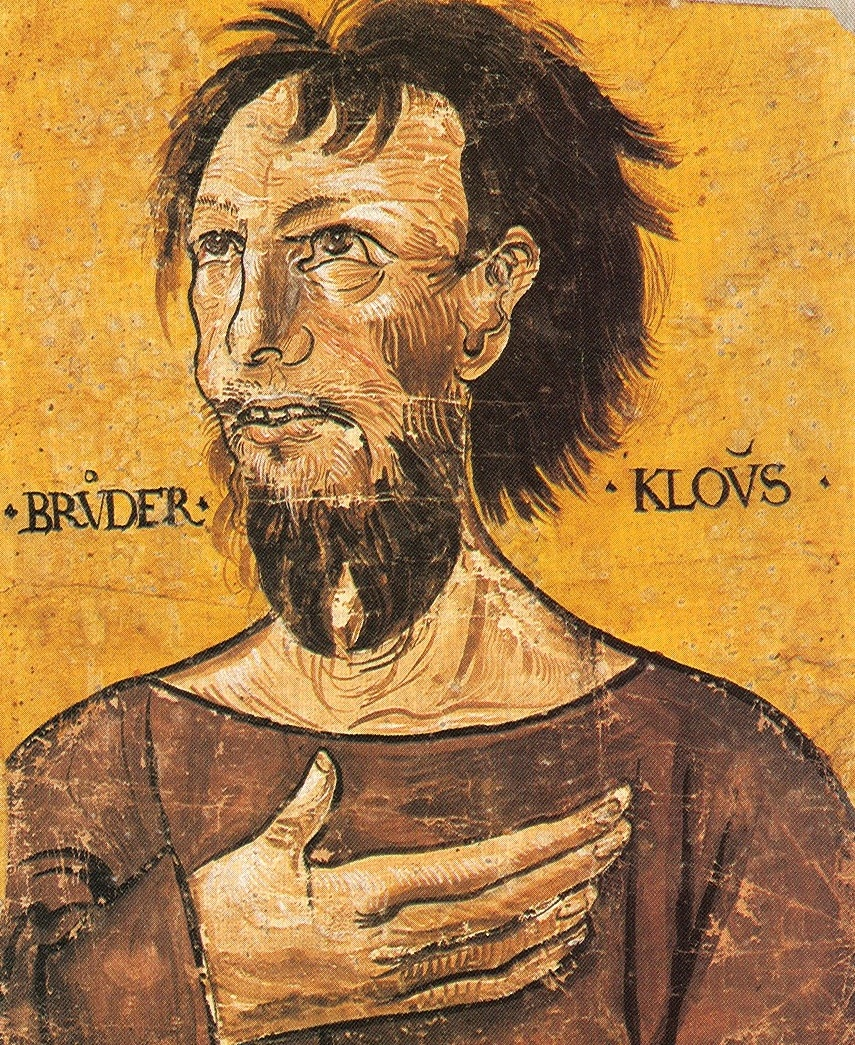
Il·lustració moderna del sant
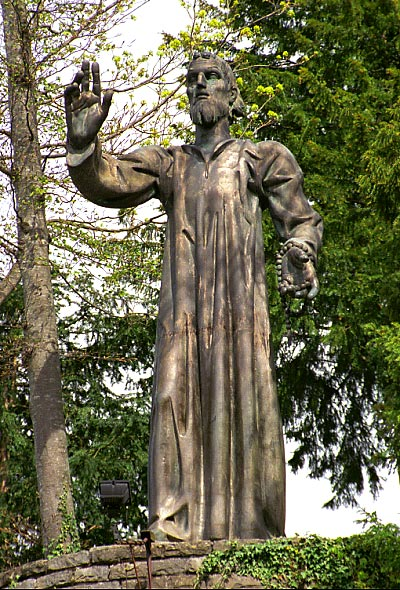
Monument al sant, a Flüeli-Ranft

## Visions místiques
Les visions místiques de Nicolau es van fer cèlebres, especialment la de la "roda mística", que ell mateix va descriure com a la visió de la Santa Faç de Crist al centre d'un cercle, on les puntes de tres espases apuntaven els ulls i la boca, mentre altres tres irradiaven cap enfora, formant com una estrella de sis puntes que recorda el Segell de Salomó. El símbol es va associar a sis episodis de la vida de Crist: la boca de Déu, a l'Anunciació; els ulls, que miren el món, tant envers la innocència d'abans del pecat com envers la redempció del Calvari i la traïció de Judes Iscariot, que apunten a la corona del Pantocràtor assegut al tron del Judici. La Nativitat, amb el càntic dels àngels que l'anuncien sona a l'orella dreta, mentre que el memorial del Sant Sopar ho fa a l'esquerra, amb les paraules de la consagració de l'Eucaristia.
A més, s'hi afegien sis símbols d'obres de misericòrdia cristianes: dues crosses per la visita als malalts, la gaiata del pelegrí per l'hospitalitat envers els forasters, una llesca de pa i una gerra d'aigua per donar menjar i beure a qui ho necessita, unes cadenes per a la cura dels presos, la túnica de Crist pel vestir als que no tenen roba, i un taüt per l'obra d'enterrar els morts.
Aquestes icones explicaven alguns principis de la fe als pagesos que no sabien de lletra, mostrant les obres de caritat essencials per a la convivència cristiana mitjançant al·legories senzilles.

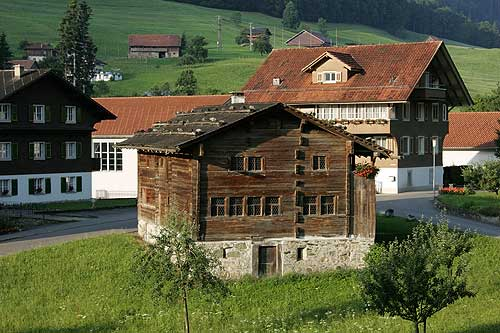
Casa natal del sant a Flüeli-Ranft
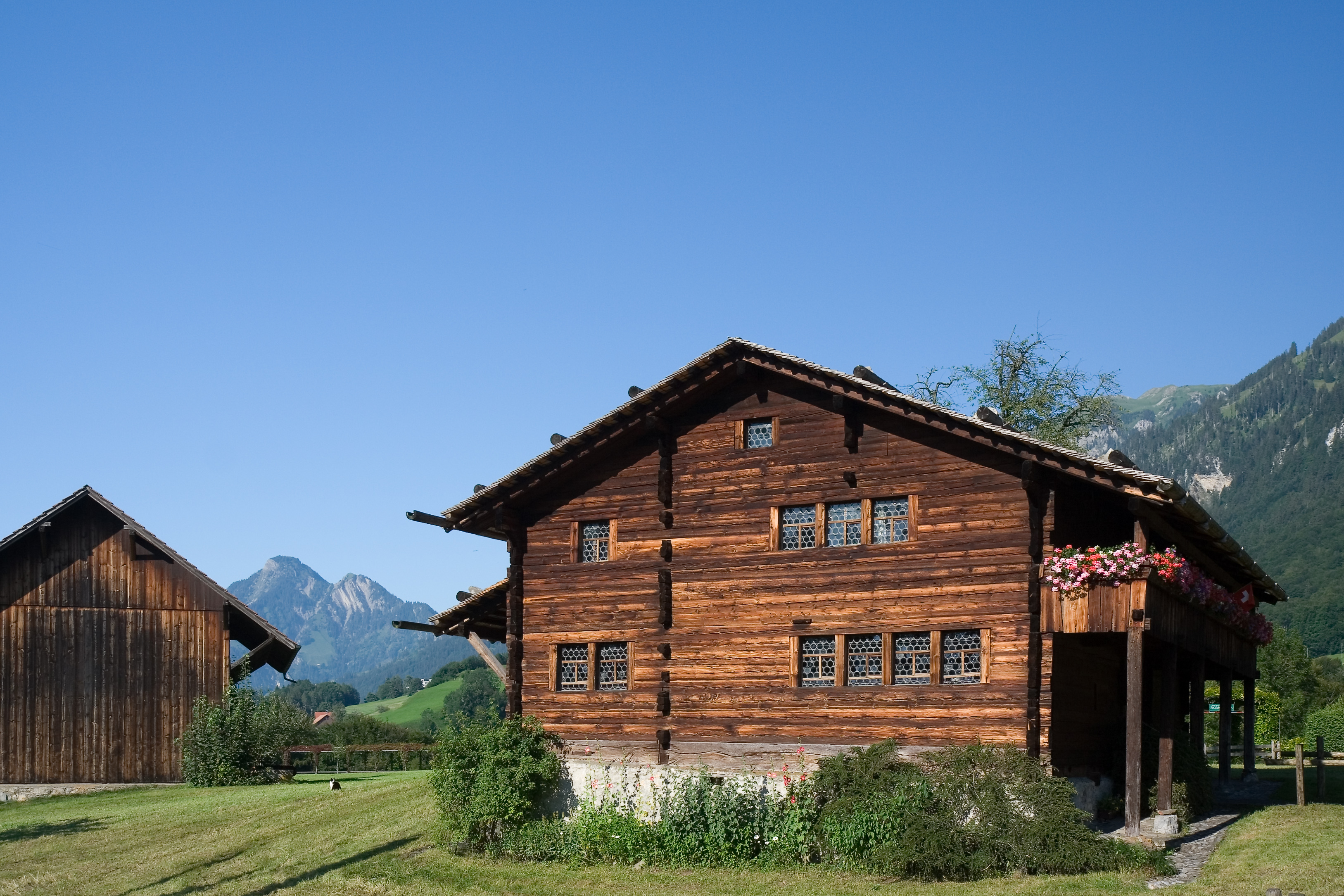
Casa on va viure amb la seva muller i els fills
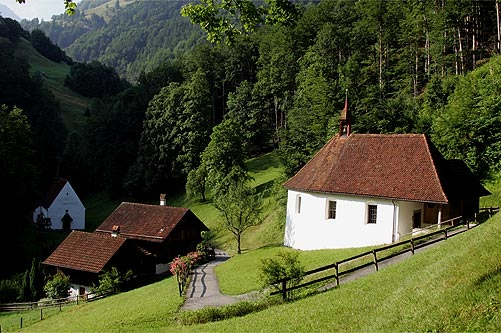
Capella (1701) al costat de la cel·la de Ranft, i, a l'esquerra, capella construïda pel sant
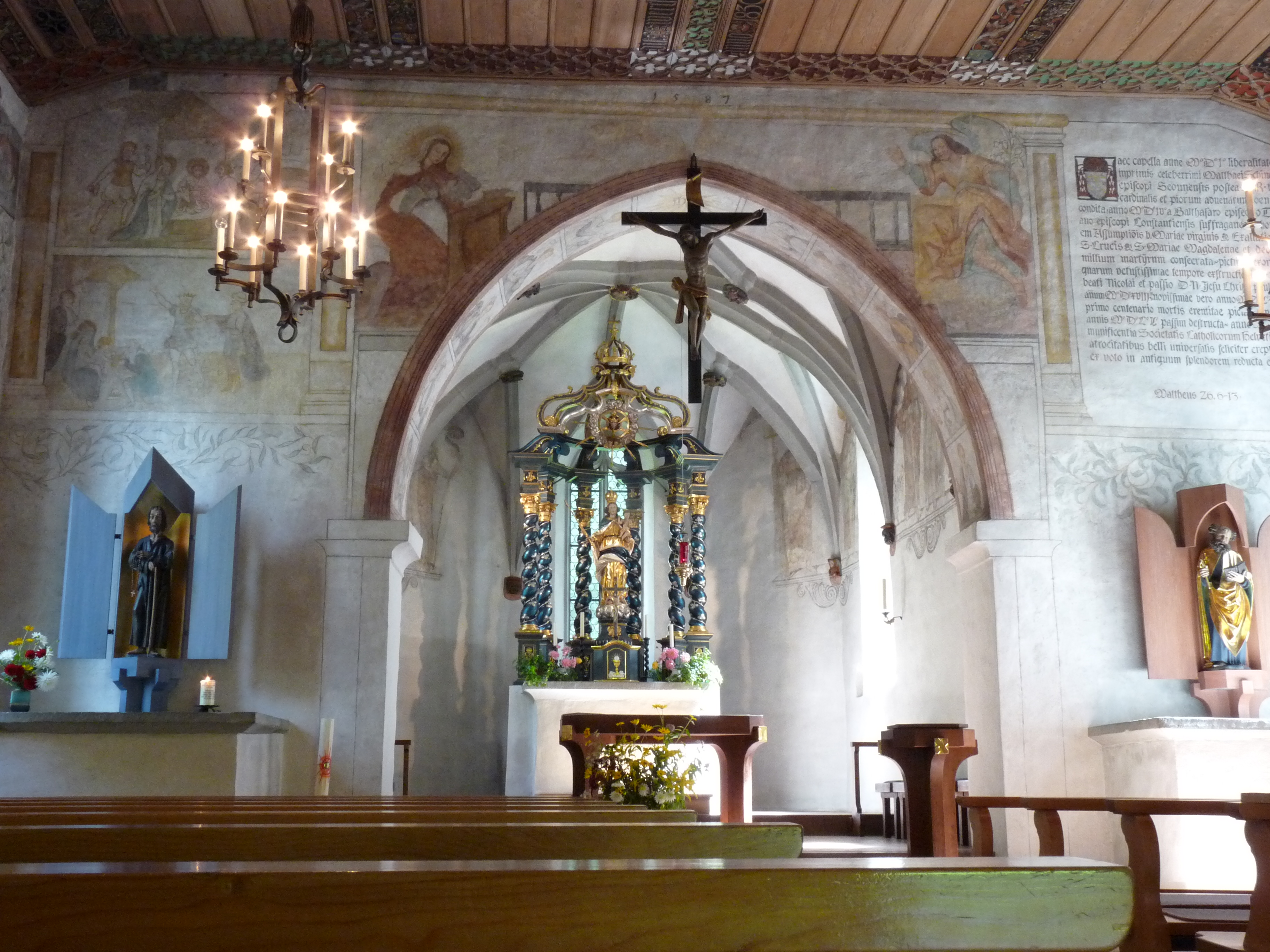
Interior de la capella inferior de Ranft, la que va fer el sant
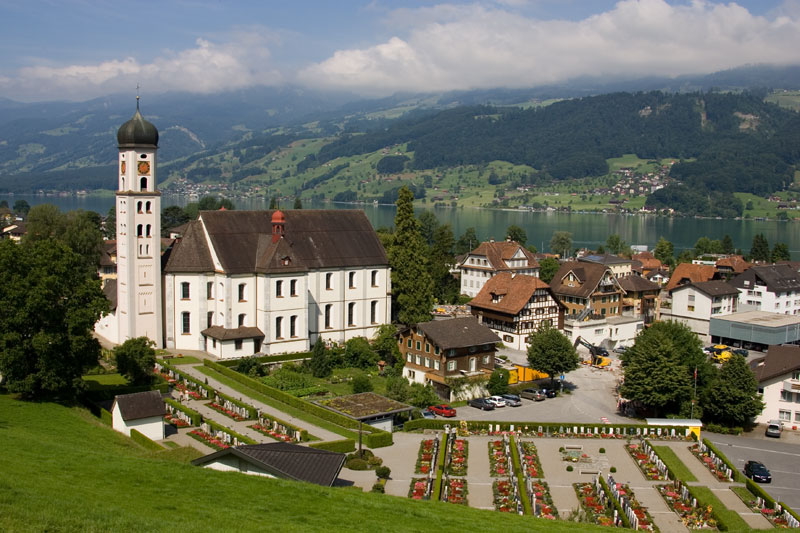
Sachseln, amb la parròquia a l'esquerra, on hi ha la tomba del sant
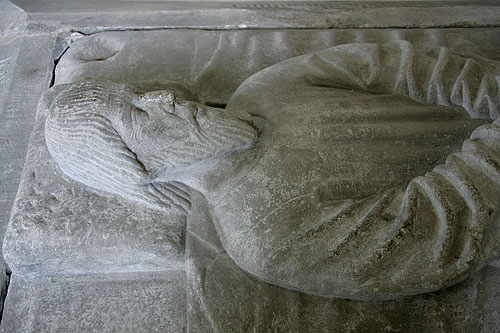
Sepulcre del sant a l'església de Sachseln, 1518

## Veneració
Va ésser beatificat en 1669. El municipi de Sachseln va fer llavors una església en honor seu al lloc on havia estat enterrat. Va ésser canonitzat el 1947 per Pius XII i proclamat sant patró de Suïssa.
Com a laic, camperols amb terres i persona que va assumir les seves responsabilitats cíviques, va esdevenir un model per a les comunitats rurals i els seus governants, i és patró de la KLB (Katholischen Landvolkbewegun), associació suïssa de comunitats rurals.
En la postguerra de la Segona Guerra Mundial, Denis de Rougemont va estrenar una obra de teatre basada en la vida del sant titulada Nicolas de Flue.